# Arisaema ulugurense
Arisaema ulugurense är en kallaväxtart som beskrevs av Michael George Gilbert och Simon Joseph Mayo. Arisaema ulugurense ingår i släktet Arisaema och familjen kallaväxter. Inga underarter finns listade.